# فهرست فیلم‌های ایرانی سال ۱۳۹۳
فهرست فیلم‌های ایرانی سال ۱۳۹۳

## فهرست
| عنوان                      | کارگردان              | نویسنده                                   | بازیگران                                          |
| -------------------------- | --------------------- | ----------------------------------------- | ------------------------------------------------- |
| ۲ دوست                     | محمد بانکی            | رضا بانکی                                 | حمید عسکری الهام حمیدی سحر قریشی                  |
| ۳۶۰ درجه                   | سام قریبیان           | سام قریبیان                               | میلاد کی‌مرام بهاره رهنما امیر آقایی               |
| آدم باش                    | مجید جوانمرد          | محمود روزبهانی                            | اکبر عبدی امین حیایی نیوشا ضیغمی                  |
| آذر، شهدخت، پرویز و دیگران | بهروز افخمی           | بهروز افخمی                               | مهدی فخیم‌زاده گوهر خیراندیش                       |
| آوازهای سرزمین من          | عباس رافعی            |                                           |                                                   |
| ابوزینب                    |                       |                                           |                                                   |
| احتمال باران اسیدی         | بهتاش صناعی‌ها         | بهتاش صناعی‌ها مریم مقدم                   | محمد شمس لنگرودی مریم مقدم                        |
| ارغوان                     | امید بنکدار           | علی اکبر حیدری کیوان علی‌محمدی امید بنکدار | مهتاب کرامتی مهدی احمدی                           |
| اسب سفید پادشاه            | محمدحسین لطیفی        | محمدحسین لطیفی                            | الناز شاکردوست مجید یاسر سید علی طباطبایی         |
| استخر                      | اسماعیل فلاح‌پور       | اسماعیل فلاح‌پور                           | زیبا بروفه سیاوش خیرابی پریناز ایزدیار            |
| استراحت مطلق               | عبدالرضا کاهانی       | عبدالرضا کاهانی سعید قطبی زاده            | ترانه علیدوستیبابک حمیدیان رضا عطاران، مجید صالحی |
| اعترافات ذهن خطرناک من     | هومن سیدی             | هومن سیدی                                 | سیامک صفری نگار جواهریان                          |
| ایران برگر                 | مسعود جعفری جوزانی    | مسعود جعفری جوزانی محمدهادی کریمی         | علی نصیریان محسن تنابنده                          |
| این سیب هم برای تو         | سیروس الوند           | سیروس الوند نازنین فراهانی                | پژمان بازغی رعنا آزادی‌ور پریناز ایزدیار           |
| بازگشت لوک خوش‌شانس         | مجید کاشی فروشان      | آرش زارع                                  | قدرت‌الله ایزدی، سیاوش خیرابیفتحعلی اویسی          |
| بدون مرز                   | امیرحسین عسگری        | امیرحسین عسگری                            | علیرضا بالدی زینب ناصرپور                         |
| بوفالو                     | کاوه سجادی حسینی      | کاوه سجادی حسینی تایماز افسری             | پرویز پرستویی سهیلا گلستانی                       |
| بهمن                       | مرتضی فرشباف          | مرتضی فرشباف نسیم مرعشی                   | فاطمه معتمدآریا احمد حامد مریم شیرازی             |
| پارادایس                   | علی عطشانی            | مهدی علی میرزایی علی عطشانی               | جواد عزتی مهران رجبی                              |
| پدر آن دیگری               | یدالله صمدی           | یدالله صمدی حسین مهکام                    | هنگامه قاضیانی حسین یاری                          |
| پرونده‌ای برای سارا         | نادر مقدس             | اکبر نبوی                                 | شاهرخ فروتنیان اردلان شجاع کاوه                   |
| پریدن از ارتفاع کم         | حامد رجبی             | حامد رجبی                                 | نگار جواهریان رامبد جوان                          |
| پل خواب                    | اکتای براهنی          | اکتای براهنی                              | ساعد سهیلی هومن سیدی آناهیتا افشار                |
| پی ۲۲                      | حسین قاسمی جامی       | حسین قاسمی جامی                           | امین حیایی افسانه بایگان نسرین مقانلو             |
| تا آمدن احمد               | صادق صادق دقیقی       | پروانه مرزبان عباس عمرانی                 | افسر اسدی مهدی فقیه                               |
| تابو                       | خسرو معصومی           | خسرو معصومی                               | الناز شاکردوست محمدهادی دیباجی                    |
| تجریش ناتمام               | پوریا آذربایجانی      | پوریا آذربایجانی                          | محمدرضا فروتن شقایق فراهانی                       |
| تگرگ و آفتاب               | رضا کریمی             | رضا کریمی                                 | پریوش نظریه جواد عزتی                             |
| جامه‌دران                   | حمیدرضا قطبی          | حمیدرضا قطبی ناهید طباطبایی               | مهتاب کرامتی مصطفی زمانی باران کوثری              |
| جزیره رنگین                | خسرو سینایی           |                                           |                                                   |
| چاقی                       | راما قویدل            | راما قویدل                                | علی مصفا لادن مستوفی                              |
| چقدر وقت داری؟             | منوچهر صفرخانی        | مهرداد نیکنام                             | سعید پیردوست محمد فیلی                            |
| چهارشنبه ۱۹ اردیبهشت       | وحید جلیلوند          | وحید جلیلوند حسین مهکام علی زرنگار        | نیکی کریمی امیر آقایی                             |
| چهارشنبه خون به پا می‌شود   | حماسه پارسا           | حماسه پارسا                               | فرامرز قریبیان حامد بهداد همایون ارشادی           |
| حکایت عاشقی                | احمد رمضان‌زاده        | احمد رمضان‌زاده محمود اربابی               | بهرام رادان شیلان رحمانی                          |
| خانه دختر                  | شهرام شاه‌حسینی        | پرویز شهبازی                              | حامد بهداد رعنا آزادی‌ور                           |
| خبر خاصی نیست              | مصطفی شایسته          | نازنین لیقوانی                            | رضا کیانیان رؤیا تیموریان افسانه بایگان           |
| خداحافظی طولانی            | فرزاد مؤتمن           | اصغر عبداللهی                             | سعید آقاخانی ساره بیات میترا حجار                 |
| خنده‌های آتوسا              | علیرضا فريد           | علیرضا فرید                               | باران کوثری پژمان بازغی محمدرضا فروتن             |
| داره صبح می‌شه              | یلدا جبلی             | سمیه تاجیک یلدا جبلی                      | رؤیا نونهالی رعنا آزادی‌ور امیرحسین آرمان          |
| در مدت معلوم               | وحید امیرخانی         | مهدی علی میرزایی                          | جواد عزتی اکبر عبدی هومن سیدی                     |
| دربست                      | علی خامه پرست         | احسان الله دادی امیر نوروزی               | شقایق فراهانی امیر حسین صدیق                      |
| دربست آزادی                | مهرشاد کارخانی        | مهرشاد کارخانی                            | مانی حیدری، سحر قریشی، سروش صحت                   |
| دریا و ماهی پرنده          | مهرداد غفارزاده       | مهرداد غفارزاده                           | همایون ارشادی امیرحسین رستمی نیوشا ضیغمی          |
| دزد و پری                  | حسین قناعت            | حسین قناعت                                | بهزاد فراهانی بهنوش بختیاری رابعه اسکویی          |
| دلتا ایکس                  | علی‌رضا امینی          | علیرضا امینی                              | مرتضی اسماعیل کاشی بیتا بیگی افسانه پاکرو         |
| دو                         | سهیلا گلستانی         | سهیلا گلستانی                             | پرویز پرستویی مهتاب نصیرپور                       |
| دو عروس                    | داوود موثقی           | داوود موثقی                               | دانیال عبادی افسانه پاکرو                         |
| دوران عاشقی                | علیرضا رئیسیان        | رؤیا محقق                                 | شهاب حسینی لیلا حاتمی                             |
| رخ دیوانه                  | ابوالحسن داوودی       | محمدرضا گوهری                             | طناز طباطبایی امیر جدیدی صابر ابر                 |
| روباه                      | بهروز افخمی           | بهروز افخمی                               | حمید گودرزی بابک حمیدیان مرجان شیرمحمدی           |
| روز مبادا                  | فائزه عزیزخانی        | فائزه عزیزخانی                            | هدیه تهرانی شیرین آقارضاکاشی                      |
| سایه‌های موازی              | اصغر نعیمی            | سعید عقیقی                                | شهاب حسینی سمیرا حسن‌پور                           |
| سوت دل                     | نادر طریقت            | هستی طریقت                                | ماه‌چهره خلیلی کامران تفتی                         |
| سه بیگانه                  | مهدی مظلومی           | مهدی مظلومی امیر برادران                  | امین حیایی محمدرضا شریفی‌نیا مجید صالحی            |
| سینما نیمکت                | محمد رحمانیان         | محمد رحمانیان                             | علی عمرانی مهتاب نصیرپور                          |
| شاهزاده روم                |                       |                                           |                                                   |
| شاید یک معجزه              | کرامت پور شهسواری     | علی دلگشایی                               | مریم کاویانی صالح میرزاآقایی                      |
| شرفناز                     | حسن نجفی              | حسن نجفی                                  | حمیرا ریاضی علی اوسیوند                           |
| شکاف                       | کیارش اسدی‌زاده        | کیارش اسدی‌زاده شاهرخ کافی                 | بابک حمیدیان هانیه توسلی پارسا پیروزفر            |
| شهر موشها ۲                | مرضیه برومند          | فرهاد توحیدی                              |                                                   |
| شیفت شب                    | نیکی کریمی            | نیکی کریمی علی اصغری                      | محمدرضا فروتن لیلا زارع                           |
| طعم شیرین خیال             | کمال تبریزی           | علی میرمیرانی نغمه ثمینی                  | شهاب حسینی نازنین بیاتی                           |
| عشق و جنون                 | حسن نجفی              | حسین حشمت نیا حسن نجفی                    | پوریا پورسرخ بهاره افشاری                         |
| عصر یخبندان                | مصطفی کیایی           | مصطفی کیایی                               | فرهاد اصلانی مهتاب کرامتی                         |
| عین شین قاف                | قاسم جعفری            | خسرو نقیبی قاسم جعفری                     | بهاره کیان‌افشار سیما تیرانداز نیما رئیسی          |
| فرار از اردو               | غلامرضا رمضانی        | غلامرضا رمضانی                            | محمد بحرانی سیروس همتی                            |
| فصل انار                   | محسن شرفی نیا         | محسن شرفی نیا                             | محمدرضا فروتن ماه‌چهره خلیلی                       |
| قلب سفید قاصدک‌ها           | افشین محمودی          | افشین محمودی                              | ماه‌چهره خلیلی آزاده شمس                           |
| قندون جهیزیه               | علی ملاقلی‌پور         | علی ملاقلی‌پور                             | نگار جواهریان صابر ابر                            |
| قول                        | محمدعلی طالبی         | حسن بیان لو                               | مجید پتکی نسرین بابایی                            |
| کلاف                       | شهرام شاه‌حسینی        | علیرضا محمودی                             | علی انصاریان لیلا اوتادی                          |
| کمین                       | شهرام شاه‌حسینی        | شهرام شاه‌حسینی                            | بیژن امکانیان احمد ساعتچیان                       |
| کوچه بی‌نام                 | هاتف علیمردانی        | هاتف علیمردانی                            | فرهاد اصلانی باران کوثری امیر آقایی               |
| کودکان ابری                |                       |                                           |                                                   |
| گل سرخ                     | سپیده فارسی           | سپیده فارسی جواد جواهری                   | مینا کاوانی شبنم طلوعی                            |
| گینس                       | محسن تنابنده          | محسن تنابنده احمد رفیع‌زاده                | رضا عطاران محسن تنابنده                           |
| مادر قلب‌اتمی               | علی احمدزاده          | علی احمدزاده مانی باغبانی                 | محمدرضا گلزار، ترانه علیدوستی، پگاه آهنگرانی،     |
| ماهی سیاه کوچولو           | مجید اسماعیلی         | علی طالب‌آبادی                             | مصطفی زمانی مریلا زارعی                           |
| متولد ۶۵                   | مجید توکلی (کارگردان) | جمیله دارالشفایی                          | پدرام شریفی هنگامه حمیدزاده                       |
| مجرد ۴۰ ساله               | شاهین باباپور         | قربان محمدپور                             | ماهایا پطروسیان مجید صالحی                        |
| مردی که اسب شد             | امیرحسین ثقفی         | امیرحسین ثقفی                             | مزدک میرعابدینی بهمن صادق حسنی                    |
| مرگ ماهی                   | روح‌الله حجازی         | روح‌الله حجازی                             | نیکی کریمی طناز طباطبایی علی مصفا                 |
| مزار شریف                  | عبدالحسن برزیده       | عبدالحسن برزیده                           | مهتاب کرامتی حسین یاری                            |
| مستانه                     | محمدحسین فرح‌بخش       | اصغر نعیمی                                | میلاد کی‌مرام سحر دولتشاهی                         |
| من دیه‌گو مارادونا هستم     | بهرام توکلی           | بهرام توکلی                               | سعید آقاخانی گلاب آدینه ویشکا آسایش               |
| من یک ایرانی‌ام             | محمدرضا آهنج          | آرش داوودی                                | علیرضا حیدری احمد نجفی                            |
| موقت                       | امیر عزیزی            | امیر عزیزی                                | پگاه آهنگرانی نازنین فراهانی بابک کریمی           |
| ناکوک                      | امیر پورکیان          | علی اصغری                                 | شقایق فراهانی سام حسامی                           |
| ناهید                      | آیدا پناهنده          | آیدا پناهنده ارسلان امیری                 | ساره بیات پژمان بازغی نوید محمدزاده               |
| نزدیکتر                    | مصطفی احمدی           | بهرام توکلی هستی بشروتنی                  | پگاه آهنگرانی پارسا پیروزفر صابر ابر              |
| نهنگ عنبر                  | سامان مقدم            | مانی باغبانی مونا زاهد                    | رضا عطاران، مهناز افشار                           |
| نیم‌رخ‌ها                    | ایرج کریمی            | ایرج کریمی                                | رؤیا نونهالی سحر دولتشاهی بابک حمیدیان            |
| واگن شماره ۲               | مجید وحیدیان          | مجید وحیدیان                              | جعفر دهقان عبدالرضا اکبری                         |
| هاری                       | امیر احمد انصاری      | امیر علی محسنین                           | هنگامه قاضیانی علیرضا کمالی مینا ساداتی           |
| هدیه                       | امیر احمد انصاری      | امیر احمد انصاری                          | ماه‌چهره خلیلی علی انصاریان                        |
| یتیم‌خانه ایران             | ابوالقاسم طالبی       | ابوالقاسم طالبی                           | جعفر دهقان، انوشیروان ارجمند                      |
| یحیی سکوت نکرد             | کاوه ابراهیم پور      | طلا معتضدی                                | فاطمه معتمدآریا ندا جبرائیلی                      |
| یک شهروند کاملاً معمولی     | مجید برزگر            | مجید برزگر                                | شادی کرم‌رودی پاشا جمالی                           |